# Mitsuru Ogata
Mitsuru Ogata (jap. 小形 満 Ogata Mitsuru; ur. 24 marca 1961) – japoński seiyū związany z agencją Mausu Promotion.

## Role głosowe
- 1998: Detektyw Conan – Kenichi Hirai
- 2001: Grappler Baki – Ian McGregor
- 2005: Naruto – Sangorō
- 2006: D.Gray-man – Guzol
- 2006: Death Note – Steve Mason
- 2006: Colourcloud Palace – Shungai So-Taifuu
- 2006: Utawarerumono – Orikakan
- 2011: Anohana: The Flower We Saw That Day – Atsushi Yadomi
- 2011: Steins;Gate – doktor Nakabachi
- 2019: Star Twinkle Pretty Cure – Harukichi Hoshina
- 2019: Fruits Basket – dziadek Kazumy